# Central Bureau of Investigation

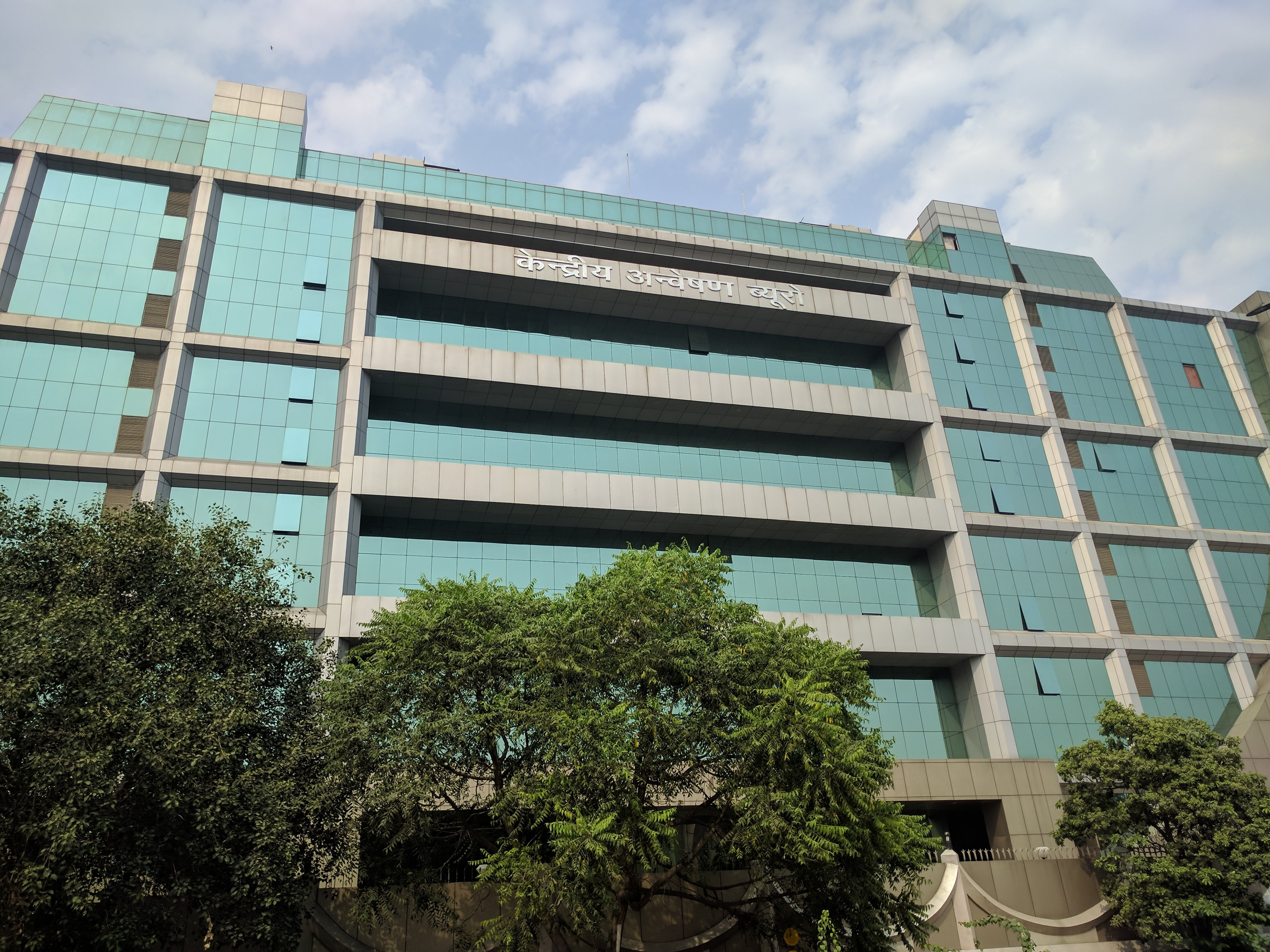
CBI-Zentrale in Neu-Delhi

Das Central Bureau of Investigation (CBI, Hindi केन्द्रीय अन्वेषण ब्यूरो, „Zentrale Untersuchungsbehörde“) ist eine 1963 gegründete indische Bundespolizeibehörde mit Sitz in Neu-Delhi. Sie ist der Union unterstellt und berichtet direkt an die Regierung. Vergleichbar ist sie mit dem amerikanischen FBI oder dem deutschen BKA.

## Geschichte
Vorläufer des CBI war das Special Police Establishment (SPE), eine Polizeibehörde, die im Jahr 1941 durch die damalige Kolonialverwaltung Britisch-Indiens gegründet wurde. Das SPE erhielt die Aufgabe, Fälle von Korruption und Bestechung in Zusammenhang mit dem War and Supply Department of India, einer kriegswirtschaftlichen Behörde während des Zweiten Weltkriegs, zu untersuchen. Die Oberaufsicht über das SPE wurde dem Kriegsministerium übertragen. Nach Ende des Krieges wurde mit dem Delhi Special Police Establishment Act 1946 die Oberaufsicht über das SPE dem Innenministerium übertragen und die Kompetenzen des SPE wurden auf alle Angelegenheiten der indischen Regierung erweitert. Das SPE war für die Unionsterritorien zuständig und konnte mit Zustimmung der jeweiligen Bundesstaatsregierungen auch in den Bundesstaaten tätig werden.
Das SPE war anfänglich in zwei Unterabteilungen untergliedert, den General Offences Wing (GOW) und den Economic Offences Wing (EOW). Der GOW befasste sich mit Bestechungsfällen und Korruptionsfällen, in die Regierungsbeamte oder Angestellte staatlicher Unternehmen verwickelt waren. Der EOW war mit der Ermittlung in Fällen von Wirtschafts- und Finanzkriminalität befasst. Der GOW hatte in jedem Bundesstaat und in den vier Metropolregionen Delhi, Madras, Bombay und Kalkutta mindestens eine Zweigstelle. Der EOW war überregionaler organisiert und die einzelnen Zweigstellen waren jeweils für größere Gebiete (mehrere Bundesstaaten) zuständig.
Zum 1. April 1963 wurde das SPE auf Anordnung des Innenministeriums in Central Bureau of Investigation (CBI) umbenannt. Erster Direktor wurde der vorherige SPE-Direktor (1955–1963) D. P. Kohli, der vom 1. April 1963 bis 31. Mai 1968 amtierte. Anfänglich war die Behörde nur für die Untersuchung von Korruptionsfällen von indischen Bundesbeamten zuständig. Mit der zunehmenden Ausdehnung staatlicher Aktivitäten, insbesondere der Verstaatlichung der indischen Großbanken im Jahr 1969, wurden die Kompetenzen des CBI auch auf diese Bereiche staatlicher Aktivität ausgedehnt.

## Aufgaben
Die föderale Struktur Indiens bedingt, dass Kriminalfälle grundsätzlich von den Polizeibehörden der Bundesstaaten, vergleichbar mit den deutschen Ländern, bearbeitet werden. Dem CBI werden besonders sensible oder national bedeutsame, länderübergreifende Fälle zur Ermittlung übertragen. Über die Jahre erarbeitete sich die Behörde den Ruf, kompetent und unparteiisch zu sein, und ab 1965 wurden dem CBI unter anderem auch durch das Oberste Gericht und die verschiedenen Obergerichte Indiens zunehmend nicht nur Wirtschaftsstrafsachen, sondern auch ausgewählte Fälle schwerer herkömmlicher Kriminalität (Mordfälle, Entführungen, terroristische Straftaten) zur Bearbeitung übertragen. Das CBI ist auch die offizielle Koordinationsstelle Indiens für Interpol-Angelegenheiten. Der ehemalige CBI-Direktor P. C. Sharma wurde Oktober 2003 zum Vizedirektor von Interpol gewählt.

## Bisherige Generaldirektoren des CBI
Bisher amtierten die folgenden Generaldirektoren:
| Name                                 | Amtsbeginn    | Amtsende      |
| ------------------------------------ | ------------- | ------------- |
| D. P. Kohli                          | 1. Apr. 1963  | 31. Mai 1968  |
| F. V. Arul                           | 31. Mai 1968  | 6. Mai 1971   |
| D. Sen                               | 6. Mai 1971   | 29. März 1977 |
| S. N. Mathur                         | 29. März 1977 | 2. Mai 1977   |
| C. V. Narsimhan                      | 2. Mai 1977   | 25. Nov. 1977 |
| John Lobo                            | 25. Nov. 1977 | 30. Juni 1979 |
| R. D. Singh                          | 30. Juni 1979 | 24. Jan. 1980 |
| J. S. Bawa                           | 24. Jan. 1980 | 28. Feb. 1985 |
| M. G. Katre                          | 28. Feb. 1985 | 31. Okt. 1989 |
| A. P. Mukherjee                      | 31. Okt. 1989 | 11. Jan. 1990 |
| R. Sekhar                            | 11. Jan. 1990 | 14. Dez. 1990 |
| Vijay Karan                          | 14. Dez. 1990 | 1. Juni 1992  |
| S. K. Datta                          | 1. Juni 1992  | 31. Juli 1993 |
| K. Vijaya Rama Rao                   | 31. Juli 1993 | 31. Juli 1996 |
| Joginder Singh                       | 31. Juli 1996 | 30. Juni 1997 |
| R. C. Sharma                         | 30. Juni 1997 | 31. Jan. 1998 |
| D. R. Karthikeyan (geschäftsführend) | 31. Jan. 1998 | 31. März 1998 |
| T. N. Mishra (geschäftsführend)      | 31. März 1998 | 4. Jan. 1999  |
| Dr. R.K.Raghavan                     | 4. Jan. 1999  | 30. Apr. 2001 |
| PC Sharma                            | 30. Apr. 2001 | 6. Dez. 2003  |
| U. S. Misra                          | 6. Dez. 2003  | 6. Dez. 2005  |
| Vijay Shanker                        | 12. Dez. 2005 | 31. Juli 2008 |
| Ashwani Kumar                        | 2. Aug. 2008  | 30. Nov. 2010 |
| A. P. Singh                          | 30. Nov. 2010 | 30. Nov. 2012 |
| Ranjit Sinha                         | 3. Dez. 2012  | 2. Dez. 2014  |
| Anil Kumar Sinha                     | 3. Dez. 2014  | 2. Dez. 2016  |
| Rake Asthana (geschäftsführend)      | 2. Dez. 2016  | 1. Feb. 2017  |
| Alok Kumar Verma                     | 1. Feb. 2017  | 23. Okt. 2018 |
| M. Nageswara Rao (geschäftsführend)  | 24. Okt. 2018 | 9. Jan. 2019  |
| Alok Kumar Verma                     | 9. Jan. 2019  | 10. Jan. 2019 |
| M. Nageswara Rao (geschäftsführend)  | 10. Jan. 2019 | 4. Feb. 2019  |
| Rishi Kumar Shukla                   | 4. Feb. 2019  | 3. Feb. 2021  |
| Praveen Sinha (geschäftsführend)     | 3. Feb. 2021  | 26. Mai 2021  |
| Subodh Kumar Jaiswal                 | 26. Mai 2021  | (amtierend)   |